# Đầm Thị Nại
Đầm Thị Nại là một đầm nước mặn nằm trên địa phận xã Quy Nhơn thuộc tỉnh Gia Lai, Việt Nam.

## Địa lý
Đầm Thị Nại nằm cách phường Quy Nhơn 8 km về phía đông bắc, nằm trong khoảng 109°11'06" – 109°18'30" kinh độ Đông và 13°45'20" – 13°55'10" vĩ độ Bắc có vị trí địa lý:
- Phía đông giáp Vịnh Quy Nhơn có độ rộng khoảng 400 – 500 m và cồn cát ven biển
- Phía tây giáp xã Tuy Phước
- Phía nam giáp phường Quy Nhơn
- Phía bắc giáp xã Phù Cát.

Đầm có chiều rộng 4 km, trải dài trên 10 km, với diện tích mặt nước hơn 5.060 ha, độ sâu khoảng 1,2 m. Đầm Thị Nại là một trong 4 đầm nước mặn lớn nhất ở Gia Lai. Đầm là nơi hợp lưu của sông Côn và sông Hà Thanh, ngăn cách với Biển Đông bởi bán đảo Phương Mai.
Một phần nhỏ của đầm Thị Nại được sử dụng làm cảng biển (Cảng Quy Nhơn). Địa danh này có âm gốc tiếng Champa (Chiêm Thành) gọi đầy đủ là Thi Lị Bi Nại, tên phiên âm chữ Cri-Banoi là tên hải cảng của Vương quốc Champa; người Hoa gọi cảng này là Tân Châu (新州).

## Hành chính
Đầm Thị Nại thuộc địa phận xã Nhơn Hội và các phường Hải Cảng, Nhơn Bình, Đống Đa, Thị Nại của phường Quy Nhơn; các xã Phước Thắng, Phước Hòa, Phước Sơn, Phước Thuận của xã Tuy Phước.

## Những dấu mốc lịch sử

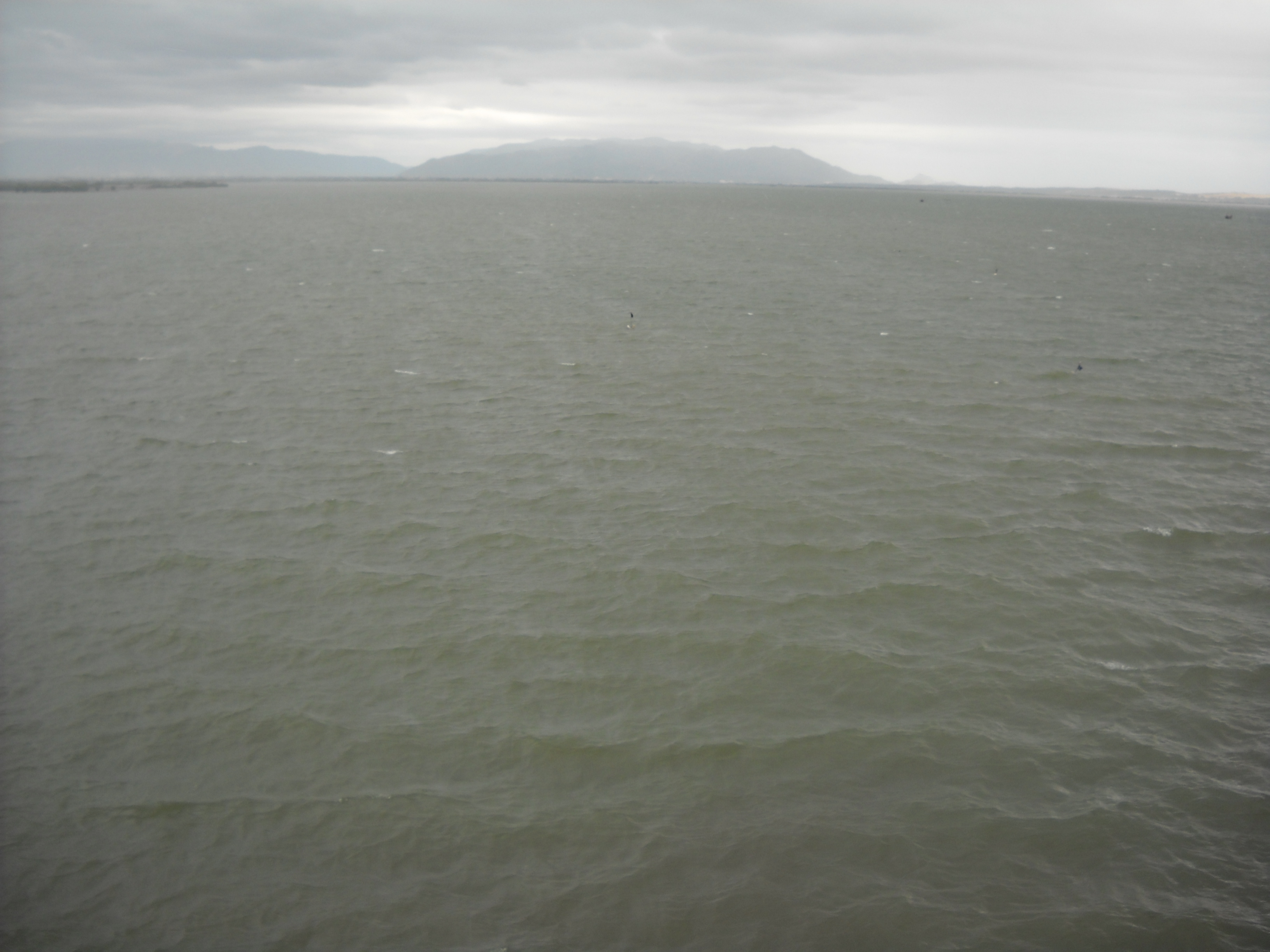
Đầm Thị Nại, nhìn từ Cầu Thị Nại

Vào đời vua Lý Thánh Tông (1054-1072), người con thứ tám của Lý Thái Tổ là Uy Minh vương Lý Nhật Quang đem thủy binh vào cửa Thị Nại, đóng binh dưới núi Phương Mai, được vua Chiêm Thành ngự giá nghênh kiến.
Ngày 8 tháng 3 năm 1086, vua Lý Thánh Tông giao việc nước cho Ỷ Lan nguyên phi và tể tướng Lý Đạo Thành rồi cùng Lý Thường Kiệt đem quân đánh Chiêm Thành. Ngày 3 tháng 4 năm 1069, thủy quân Đại Việt vào cửa Thị Nại, đây là cửa ngõ vào thủ đô Chà Bàn (Vijaya) của Chế Củ còn gọi là thành Đồ Bàn, sau đó đổ bộ ở ven bờ vũng Nước mặn. Quân Đại Việt tiến đến sông Tu Mao để đánh tan quân Chiêm ở đó...
Năm Giáp Thân (1284), vua nhà Nguyên sai con là Thoát Hoan cùng các tướng Toa Đô và Ô Mã Nhi sang đánh Chiêm Thành. Thoát Hoan chia binh làm hai đạo. Một đạo đi đường bộ qua ải Nam Quan. Một đạo đi đường thủy kéo thẳng vào cửa Thị Nại, do Toa Đô chỉ huy. Toa Đô đánh mãi không được, phải bỏ Thị Nại theo đường bộ ra Nghệ An. Đến đây bị quân Đại Việt đánh phải chạy ra Bắc.
Tháng giêng năm Đinh Tỵ (1377), Trần Duệ Tông cho quân tiến vào cửa Thị Nại và kéo lên đánh thành Đồ Bàn. Quân Chiêm do vua Chế Bồng Nga chỉ huy đã phục kích tiêu diệt gần hết tướng sĩ Việt. Duệ Tông bị hãm trong trận, cùng các tướng Đỗ Lễ, Nguyễn Lạp Hòa, Hành khiển Phạm Huyền Linh đều tử trận.
Năm Quý Mùi (1403), vua Hồ Hán Thương sai đại tướng quân Phạm Nguyên Khôi đem 20 vạn quân thủy bộ vào Thị Nại để vây đánh Đồ Bàn, nhưng thua trận.
Năm Canh Thìn (1470), vua Lê Thánh Tông thân chinh cầm 20 vạn tinh binh vào đánh Thị Nại. Quân Chiêm Thành chống giữ kịch liệt, vua Chiêm Thành là Trà Toàn phải bỏ Thị Nại, rút quân về giữ thành Đồ Bàn. Quân Đại Việt hạ thành Đồ Bàn, giết 40.000 người, bắt Trà Toàn và hơn 30.000 tù nhân, kết thúc triều đại thứ mười bốn của Chiêm Thành.
Từ thời Lê Thánh Tông đến thời chúa Nguyễn Phúc Thuần, gần 300 năm (1470-1744), biển Thị Nại được gió yên sóng lặng.
Năm Nhâm Tí (1792) trong chiến tranh Tây Sơn-Chúa Nguyễn, quân Gia Định do chúa Nguyễn Ánh chỉ huy cùng hai tướng người Pháp Dayot và Vannier, tục gọi là Nguyễn Văn Phấn, Nguyễn Văn Chấn dùng hỏa công đốt cháy thủy trại Tây Sơn. Nguyễn Ánh đổ bộ, song liền đó bị quân Tây Sơn ở thành Quy Nhơn (thành Đồ Bàn cũ) kéo xuống đánh lui.
Qua năm sau, thủy quân Nguyễn Ánh lại ra đánh Thị Nại lần thứ hai. Nguyễn Nhạc sai thái tử là Nguyễn Bảo cầm quân chống giữ. Quân Nguyễn Bảo bị thua phải cầu cứu Phú Xuân. Nguyễn Ánh rút binh về.
Năm Kỷ Vị (1799), Nguyễn Ánh cử đại binh ra đánh Quy Nhơn. Thủy quân vào cửa Thị Nại và lục quân từ Diên Khánh kéo ra, quân Tây Sơn đại bại. Thành Quy Nhơn và thành Thị Nại vào tay Nguyễn Ánh.
Năm Canh Thân (1780), quân Phú Xuân do Trần Quang Diệu chỉ huy vào đánh lấy Thị Nại giao cho Võ Văn Dũng trấn giữ, rồi kéo quân lên vây đánh thành Quy Nhơn (lúc bấy giờ Nguyễn Ánh đã đổi tên là thành Bình Định). Nguyễn Ánh cho quân ra ứng cứu nhưng thất bại.
Năm Tân Dậu (1801), Nguyễn Ánh cho đại binh ra đánh Thị Nại. Quân của Nguyễn Ánh dùng mưu đánh bại thủy binh Tây Sơn tại Thị Nại. Trận này là trận lớn nhất giữa quân Tây Sơn với quân Gia Định ở trên biển Thị Nại và cũng là trận sau cùng mà sử quan Đại Nam thời Nguyễn ghi nhận là "Đệ nhất vũ công". Từ ấy quân Gia Định giữ vững Thị Nại.
Khi Gia Long lên ngôi rồi vẫn đóng thủy trại ở Thị Nại để canh phòng.
Năm Minh Mạng thứ 7 (1826) cho xây lại Thượng Lộc (tức Cẩm Thượng) một thành đất chu vi 48 trượng bốn thước, cao sáu thước, mở một cửa. Phía đông cửa tại Hổ Ky lại xây một kỳ đài và 12 pháo mô. Đồng thời đặt chức Thủ ngự và Hiệp thủ đến coi việc canh phòng. Phủ sở đóng tại Thượng Lộc. Năm Minh Mạng thứ 17 (1836) làm thêm một kho ngói, hàng năm trữ 30 ngàn hộc lúa để tải đi các nơi.
Năm Tự Đức thứ 18 (1865) đặt sở Hải Phòng tại Thị Nại, phía sau Hổ Ky đắp một lũy dài ba trượng có bốn pháo mô, gọi là lũy Thuyền Úc, tức Vũng Tàu và mộ dài ba trượng có năm pháo mô, gọi là lũy Quỳnh Đế.
Nhưng năm Ất Dậu, quân Pháp đổ bộ lên Thị Nại, quân Đại Nam không chống cự nổi phải đầu hàng. Thực dân Pháp dùng thành Thị Nại làm lỵ sở và đổi tên là Quy Nhơn (tên cũ thời chúa Nguyễn). Những cơ sở quân sự của nhà Nguyễn ở Thị Nại từ khi quân Pháp chiếm đóng đều bị bỏ hoang. Đến triều Thành Thái (1889-1907) mới triệt hạ.
Thời Pháp thuộc, có bài thơ hoài cổ rằng:
Thị Nại xưa kia vũng chiến trường,
Nổi chìm thế sự mấy triều Vương...
Non mây nghi ngút nơi binh dữ,
Biển ráng chưa tan bọt máu hường.
Nhạn lãnh sóng vờn gương đế bá
Phương Mai rừng đắp vết tang thương.
Bùi ngùi ngắm cảnh quay trông lại
Lớp lớp xe ai rộn phố phường!

### Cầu Thị Nại
Ngày 12 tháng 12 năm 2006, tỉnh Bình Định khánh thành cầu vượt đầm Thị Nại có tổng chiều dài 2.475 m, chiều rộng cả lan can 15,5 m, với tổng cộng 54 nhịp, đảm bảo cho xe có trọng tải 80 tấn qua lại. Đây là cây cầu vượt biển dài nhất Việt Nam tính đến năm 2007.